# USA:s västkust

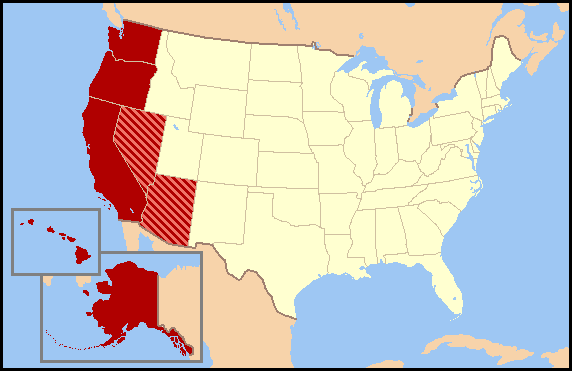
Västkusten. De röda delstaterna räknas alltid till västkusten (west coast), de skuggade räknas i vissa fall dit.

USA:s västkust (engelska: West Coast of the United States) är de delar av Nordamerikas kust mot Stilla havet som tillhör USA. Från västkusten är det längre till USA:s östkust än vad det är från Nordafrika till Helsingfors. Västkusten är en utgångspunkt för USA:s handel med Japan och andra asiatiska länder. Handeln mellan länderna har ökat snabbt och industrin och trafiken växer fortare än i andra delar av USA.

## Naturgeografi
Den södra delen av USA:s västkust är mycket torr. Det beror på den kalla havsströmmen utanför kusten. Därför finns där mycket kaktusar. Den allra torraste platsen är Death Valley (Dödens dal) som ligger 86 meter under havsytan. Norrut blir det fuktigare och bergssluttningarna är klädda med barrskog. För skogsbolagen är den stora douglasgranen det viktigaste trädslaget. Större än den blir sekvojor och mammutträd. De trädslagen återfinns nuförtiden bara i naturskyddsområdena. Den amerikanska sekvojan kan bli över hundra meter hög och mammutträdet nästan lika högt, men dess stam blir tjockare. De här träden är jordens största levande organismer.

## Kulturgeografi

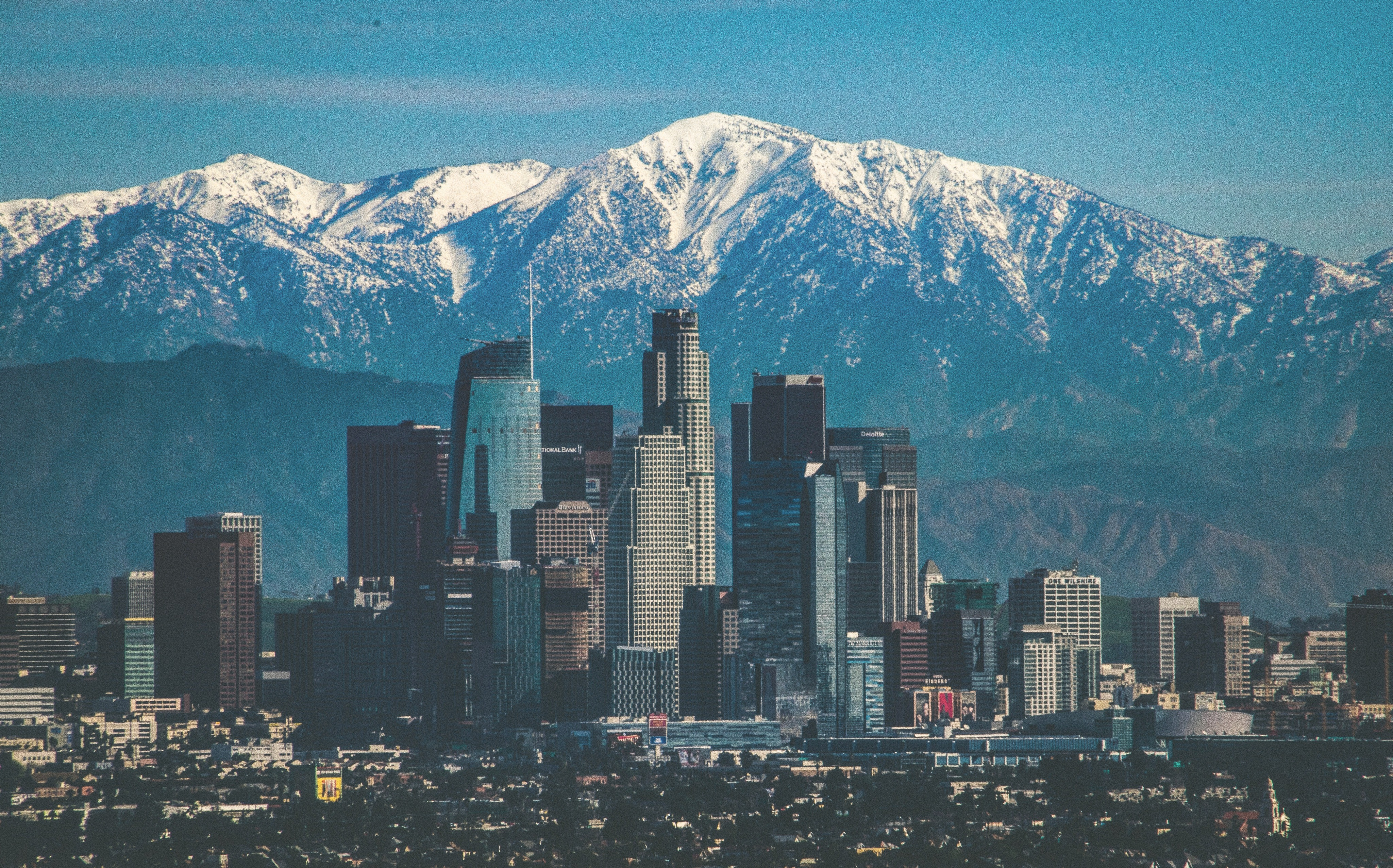
Los Angeles är den folkrikaste staden på USA:s västkust.

Delstaterna på västkusten är Kalifornien, Oregon, Washington, Alaska och Hawaii. Området var glest bebyggt ända tills man hörde nyheten om att det fanns guld i Kalifornien. Lyckosökare flyttade till området. Under guldruschen började mer än 100 000 guldgrävare vaska efter guld. Guldruschen varade bara några år, men ryktet om guldet stod kvar och flyttningsrörelsen fortsatte. Det soliga klimatet och de goda arbetsmöjligheterna har gjort Kalifornien till USA:s folkrikaste delstat. Inte ens jordbävningshotet skrämmer inflyttarna. De mest tätbebodda områdena finns i västkustens södra delar och i centraldalen, Central Valley i Kalifornien. Uppe i bergen och i de norra delarna finns det ännu stora obebodda områden.